# Trüphón konstantinápolyi pátriárka
(Szent) Trüphón vagy Trifón (ógörögül: Τρύφων), (? – 933) konstantinápolyi pátriárka-helytartó 928-tól 931-ig.
Trüphón konstantinápolyi szerzetes volt, és II. István konstantinápolyi pátriárka halála után tette őt a császár a pátriárkái trón kormányzójává, amíg az új pátriárka betölti az előírt időt és felszentelhetővé válik. Trüphón három éven át volt helytartó, miközben tiszta és bűntelen életet élt. Amikor az új pátriárka betöltötte a szükséges időt, 931-ben Trüphónt leváltották és ő minden zúgolódás nélkül kolostorba vonult, ahol azelőtt is élte szerzetesi életét. Két év múlva, 933-ban hunyt el. A Nagy Egyházban temették el a pátriárkák közé. A bizánci egyház szentként tiszteli, és ünnepnapját április 19. napján üli meg.